# 戴维·伯恩哈特
戴维·隆利·伯恩哈特（英語：David Longly Bernhardt，1969年8月17日—），美国律师、能源产业说客、政府行政人员。曾擔任美国内政部长、科罗拉多州律师事务所布朗斯坦·海特·法伯·施雷克股东，2001年加入美国内政部，2006年到2009年间担任内政部事务律师等职务。
美国总统唐纳德·特朗普于2017年4月提名伯恩哈特出任美国内政副部长，2017年7月24日获参议院批准，8月1日宣誓就任。2019年1月2日代替辞职的瑞安·津凯出任临时内政部长，同年2月正式获部长提名，2019年4月11日获批准。

## 早年
伯恩哈特在科罗拉多州赖夫尔长大，父亲是农业推广代理人，母亲是房地产公司职员。16岁时，伯恩哈特便活跃于科罗拉多州政坛，公开向赖夫尔市议会递交提案，要求不向他在家乡青年会设立的街机中心征税。他很早就从高中，获普通教育發展證書，之后于1990年获北科罗拉多大学学士学位。他在大学期间成功申请美国最高法院实习生。1994年凭荣誉博士学位从喬治華盛頓大學法學院毕业，同年晚些时候加入科罗拉多州律师协会。

## 生涯

### 法律生涯早期
伯恩哈特于科罗拉多州开启律师生涯。1990年代，他为大章克申共和党众议员斯科特·麦金尼斯工作。1998年，他成为丹佛律师兼游说事务所布朗斯坦·海特·法伯·施雷克合伙人。

### 内政部事务律师
伯恩哈特曾供职于乔治·沃克·布什治下的美国内政部。在内政部的早期，他担任时任内政部长盖尔·诺顿的副参谋长和顾问，同时也是国会及法律事务主任。后来获美国参议院一致通过，担任内政部事务律师。他还是美国和加拿大的国际边境委员会美国方面委员。
2006年到2009年担任内政部事务律师。他于2005年11月获总统沃克·布什提名该职位，随后获参议院确认，而当时他已是内政部副事务律师。2006年11月，伯恩哈特获参议院一致批准，宣誓就职。

#### 法律工作和游说
伯恩哈特担任事务律师直到2009年。当年他再次加入布朗斯坦·海特·法伯·施雷克，担任事务所股东兼自然资源法律事务主席。伯恩哈特的客户包括哈里伯顿、钴国际能源、萨姆森能源（Samson Resource）和美国独立石油协会。
在布朗斯坦·海特·法伯·施雷克期间，伯恩哈特代表聖華金谷的韦斯特兰水区提起诉讼，要求撤销对萨克拉曼多–圣华金河三角洲濒危鲑鱼的法庭保护。此外，伯恩哈特也代表罗斯蒙特铜业在亚利桑那州的露天矿场提起类似的诉讼。而法伯·施雷克也曾代表其他矿业、石油和采掘公司，以及加的斯公司加利福尼亚州莫哈韦沙漠地下水抽水项目发起诉讼。加的斯后来反驳称伯恩哈特直接为公司游说，但非营利组织生物多样性中心的环境人士怀疑内政部于2017年3月突然转变态度批准抽水项目，是伯恩哈特参与的结果。
2011年，伯恩哈特为韦斯特兰水区发起诉讼，试图迫使联邦政府承诺见了一个数十亿美元的系统，处理因当地有毒灌溉作业污染的水。后来，根据2017年HR1769号法案，韦斯特兰同意撤销诉讼，换取谅解金及中部谷区计划设施的长期供水。2017年4月，美国众议院自然资源委员会批准和解协议，但拒绝了一项“禁止前韦斯特兰兹的官员或游说者（即伯恩哈特）解决排水工作五年”的修正案。

#### 内政部过渡团队
伯恩哈特保留韦斯特兰水区律师兼说客职务，直到2016年底。2016年11月，他将自己从游说者名单上除名，避免“违反新总统禁止说客加入政府的命令”。正式辞任说客后，伯恩哈特担任韦斯特兰水区顾问。在保留法伯·施雷克律师身份的同时，伯恩哈特于2016年11月后曾短暂负责总统唐纳德·特朗普的内政部过渡团队。凭借该身份，他与德温·努涅斯一道监督内政部的人员配备。之后，他担任弗吉尼亚游猎和内陆渔业委员会主任，2017年1月辞职。到2017年4月，他在韦斯特兰的月薪为2万美元。
在2017年初辞职前，他是环境科学准确性和可靠性中心（Center for Environmental Science Accuracy and Reliability）的董事。

### 副内政部长

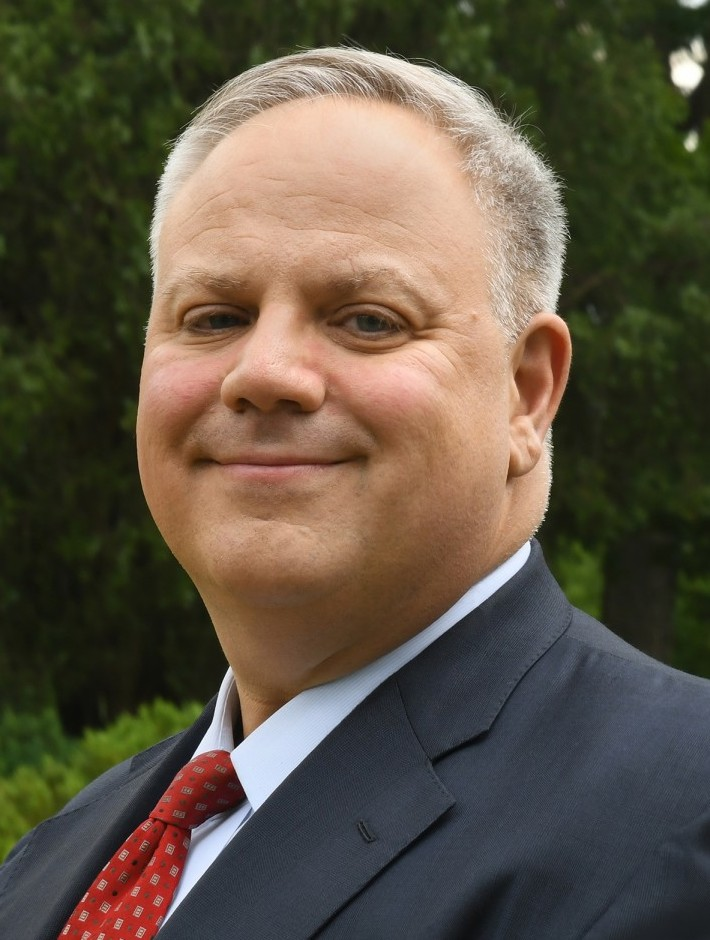
副内政部长时期肖像

2017年4月28日，特朗普提名伯恩哈特出任美国副内政部长，这意味着伯恩哈特成为内政部长瑞安·津凯的副手，兼联邦土地和能源局首席运营官。该认命获津凯、加州众议员大卫·瓦拉道、科州众议员斯科特·蒂普頓、科州参议员科里·加德納的认同。前内政部长德克·肯普索恩也公开支持。
其他团体认为，伯恩哈特曾参与内政部法律问题的工作，之前代表石油公司和农业利益团体打官司，是利益冲突问题的“强劲说客”。这项任务也受到加州保育运动及捕鱼利益人士的强烈反对。同样批评任命的西方价值观计划（Western Values Project）起诉内政部，要求获得伯恩哈特于乔治·布什治下在内政部的文件。生物多样性中心主任认为伯恩哈特“一直跟大公司一起牺牲我们的许多濒危物种”，如果他成功当选，会是濒危物种的大灾难。2017年5月中旬，在他的确认听证会开始前，户外休闲产业圆桌会议（Outdoor Recreation Industry Roundtable）致函参议员瑪麗亞·坎特威爾和麗莎·穆爾科斯基，表达对伯恩哈特的支持。野鸭基金会和布恩和克罗克特俱乐部也表示支持。
2017年5月18日，他出席美国参议院能源与自然资源委员会的听证会。在质询中，他作证称在内政部的工作中会应用法律、真诚对待科学。他表示未来尽可能会用总统观点，而不是科学家的建议来指导内政部的政策。至于参议员瑪麗亞·坎特威爾提出的道德问题，伯恩哈特表示会重视道德。他声称尽管自己拥有权力，但基本上不会实质性地参与前客户的任何事务。
2017年7月24日，参议院以53比43的比分批准伯恩哈特的提名。伯恩哈特于2017年8月1日宣誓就职。
伯恩哈特担任副部长和代部长期间，内政部大幅增加公共土地的化石燃料销售，同时开始放松相关管制。
2019年，《政策杂志》指石油行业说客团体美国独立石油协会主席大肆炫耀他们和伯恩哈特的关系。伯恩哈特做说客时，该协会是他的客户。
在参议院的确认听证会上，伯恩哈特递交了一份书面陈述，表示“在2016年11月18日以后未曾代表韦斯特兰水区参与法律游说工作”。伯恩哈特任内，曾因在韦斯特兰水区的游说工作中利用职位制定某些政策，受到批评。2019年3月，《纽约时报》披露的文件显示他担任水区说客，最迟要到2017年4月。如果该报获取的信息属实，伯恩哈特的行为可能违反要求说客公开活动记录的联邦法律。
2019年4月，据报道监察长正式对伯恩哈特展开调查。

### 内政部长
2019年1月2日，伯恩哈特代瑞安·津凯出任代理内政部长。2月4日，特朗普总统提名他担任内政部长。他于4月11日获参议院以56比41的票数通过。
2019年5月，美国众议院监督委员会正调查伯恩哈特是否遵守记录保存法律。
2019年9月，美国政府问责署发布报告，认为伯恩哈特于2019年1月违反联邦法律，在政府停摆期间利用公园门票收入支援维修，维持公园开放。报告认为内政部未经国会授权在帐户之间转移资金，从而违反联邦法律。但内政部完全不认同问责署的观点，认为他们对《联邦土地休闲娱乐法》的使用完全合法 。
身为内政部长，伯恩哈特为特朗普政府对环境法规的退缩辩护。
2020年2月4日，特朗普总统在国情咨文演说中将伯恩哈特选为指定幸存者。2月18日，伯恩哈特在《华盛顿时报》发表专栏文章，庆祝美国国家公园管理局扩大“非裔美国人民权网络”（African American Civil Rights Network）。该计划于2018年1月成立，呈现了1939年到1968年间非裔美国人民权运动有关人员，地点和事件的各种叙述。
2020年12月16日，伯恩哈特確診COVID-19。

## 个人生活
伯恩哈特与妻子吉娜（Gena）住在弗吉尼亚州阿灵顿，育有两子。伯恩哈特也是一位猎人和垂钓爱好者。此前，他曾担任弗吉尼亚州游猎与内陆渔业委员会财务、审计与合规委员会主席。